# 라코스테

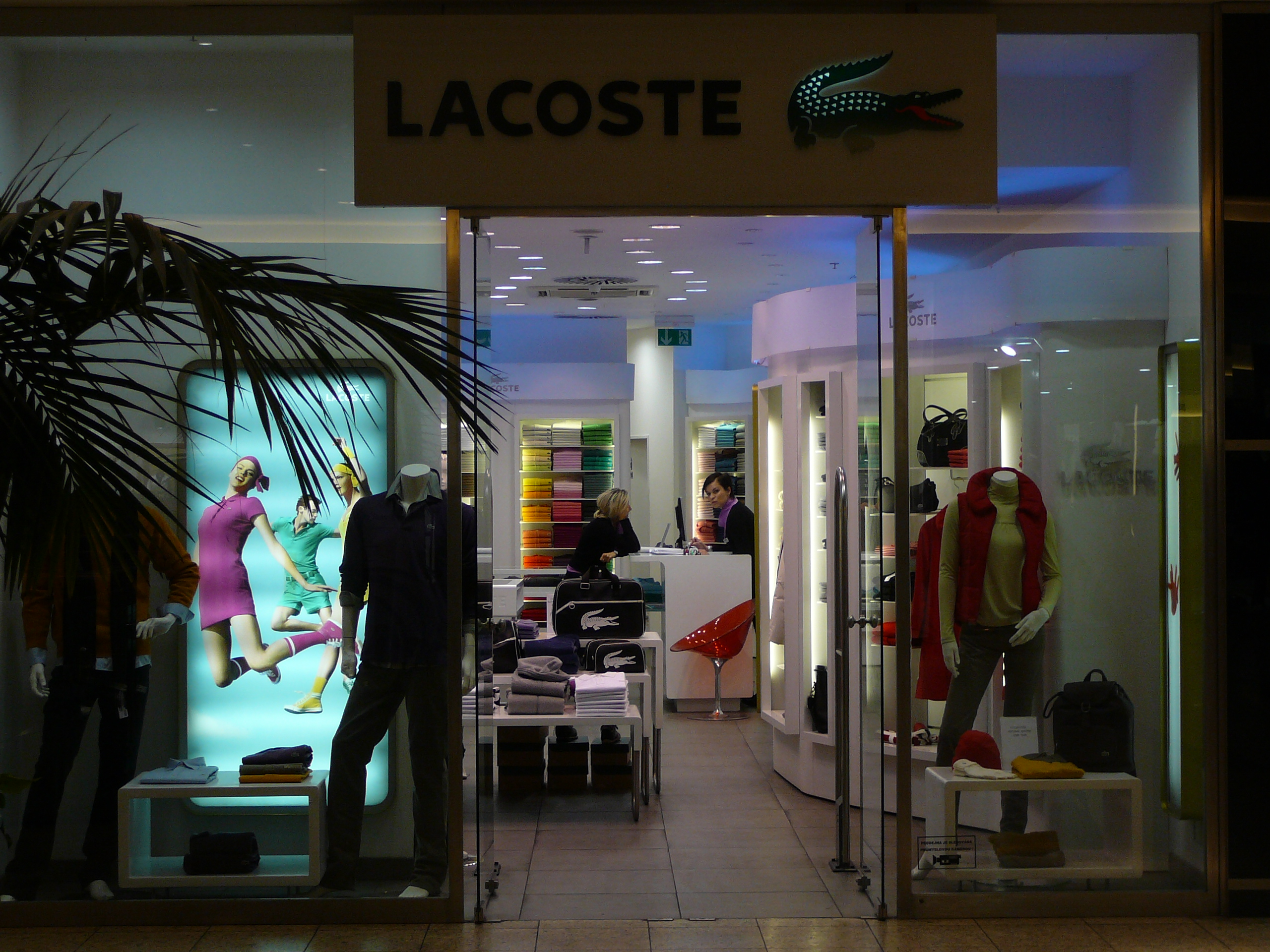
체코의 라코스테 매장.

라코스테(프랑스어: Lacoste 라코스트[*])는 1933년 테니스 선수 르네 라코스트에 의해 설립된 프랑스의 지갑 브랜드이다. 라코스테는 클래식 스포츠 웨어 의류 브랜드와 프리미엄 캐주얼 브랜드라는 이미지를 가지고 있다. 1920년대 장 르네 라코스테가 처음으로 착용하여 센세이션을 일으켰고 이후 1933년 니트업계 거물 ‘ 앙드레 질리에 ’ 동업자 참여 대량생산을 시작했다. 이후 1940년대 이후 대중들이 라코스테 셔츠를 즐겨 입기 시작했다. 현재는 라코스테 라이브, 라코스테 우먼, 라코스테 ACC, 라코스테 네 가지 산하 브랜드를 두고 있다. 80주년을 넘게 롱런하고 있는 브랜드이다. 라코스테 브랜드 파워 상승녹색 악어 상표로 잘 알려져 있다.

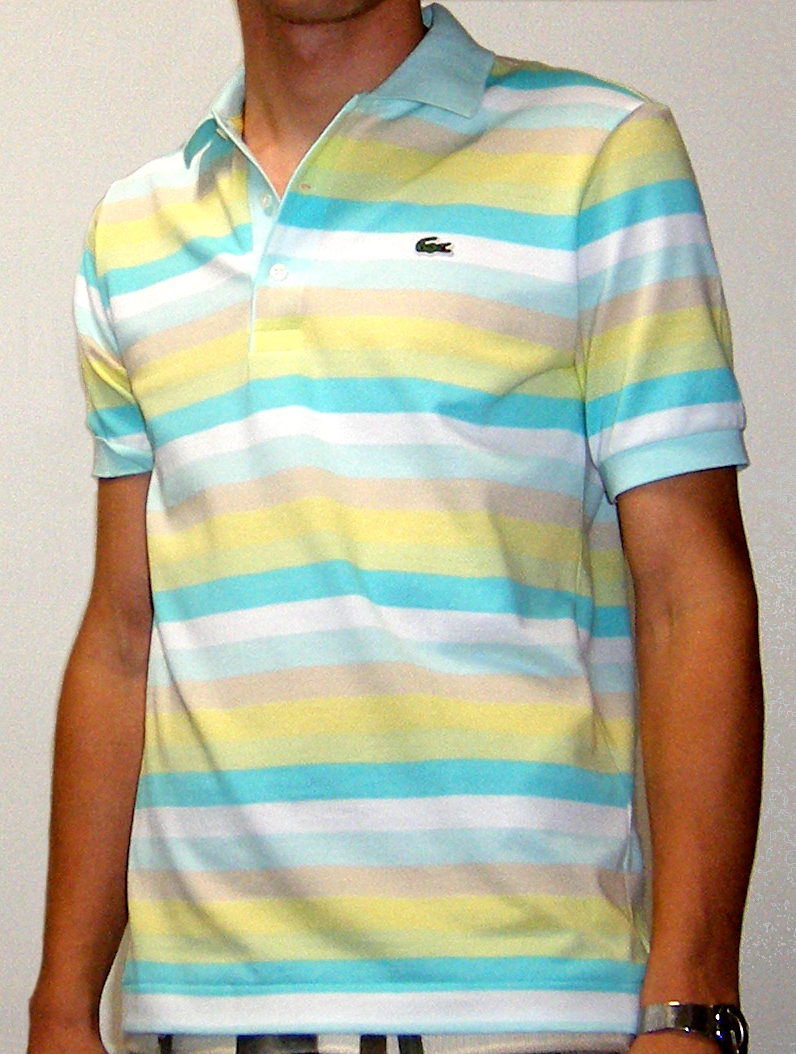
2006년 봄 컬렉션의 테니스 폴로 셔츠.

한국에서는 동일드방레가 브랜드 사용권을 갖고있다.

## 스폰서

### 축구

#### 클럽
UEFA
- AS 로마 (1970 ~ 1971)